# Радован Грубач
Радован Грубач (Ораховац код Требиња, 4. јануар 1948) јесте генерал-мајор у пензији. Учесник је Одбрамбено-отаџбинског рата, генерал Војске Републике Српске и ратни командант Херцеговачког корпуса.

## Биографија
Радован (Никола) Грубач ратни Командант Херцеговачког корпуса Војске Републике Српске, рођен је 04.01.1948. године у селу Ораховац, општина Требиње. Рођен је као дванаесто од тринаесторо дјеце. Отац му је био Никола, а мајка Јока (дјевојачко презиме Деретић). Славили су Крсну славу Св. Јована Крститеља. Петоро његове браће и четири сестре преживјели су Други свјетски рат.

## Школовање
Завршио је Средњу техничке школу у Зрењанину после које је уписао у Војну академију Југословенске народне армије. Завршио је Војну академију оцјеном 8,92, Високу техничку школу копнене војске ЈНА са успјехом 9,50 и стекао звање инжењера хемије. Завршио је и Командно-штабну академију копнене војске ЈНА оцјеном 8,82, као и последипломске студије војних наука и стекао звање магистра војних наука. Године 1991. одличним успјехом завршио је и Ратну школу ЈНА.

## Војна каријера
Након завршетка Војне академије 20. јула 1970. године произведен је у чин потпоручника. Ванредно је унапређиван три пута, и то у чин мајора, пуковника и генерал-мајора. Током службе у ЈНА обављао је дужности: командир вода и чете, наставник тактике и методологије ратне вјештине и наставник стратегије. Искуство је стекао радећи и у Кабинету Савезног секретара за народну одбрану. Бавио се научним радом, на ком пољу је аутор више стручних и научних радова, и био учесник и аутор више стручних и научних пројеката и студија, за који рад је добијао похвале и награде, међу којима и престижну награду у ЈНА, награду „Војно дело„ за 1992. годину, у вријеме успјешног командовања ратним Херцеговачким корпусом Војске Републике Српске. Службовао је у гарнизонима у Крушевцу, Сарајеву, Загребу и Београду. Радован Грубач пензионисан је након рата 2001. године и живи у Београду са породицом.

## Одликовања
Носилац је више одликовања: 
- Ордена за војне заслуге са сребрним мачевима
- Ордена за војне заслуге са златним мачевима
- Ордена народне армије са сребреном звијездом
- Орденом Обилића
- Орденом Карађорђеве звијезде првог реда (Видовдан 1993)
- Орденом Немањића

Добитник је Плакете Заједнице општина Источне Херцеговине.

## Околности доласка на чело Корпуса и ратни догађаји
У мају мјесецу 1992. године, дошао је у своју родну Херцеговину, и ступио је на дужност команданта Херцеговачког корпуса Војске Српске Републике Босне и Херцеговине (у септембру 1992. године промјенила име Војска Републике Српске) 19. маја 1992. године, тј. од дана његовог формирања. Било је то вријеме када је ЈНА напуштала територију Босне и Херцеговине. Непријатељске, хрватске и муслиманске сепаратистичке снаге, су практично биле на цијелој територији у офанзиви. Дужина Фронта Херцеговачког корпуса је износила је око 300 километара од тромеђе са Црном Гором и Хрватском, изнад Превлаке, преко Попова поља, Стоца, Мостара, Борачког језера, Трескавице, па све до Горажда, док је Корпус под својом командом у првим данима имао тек 4.500 бораца, па је сваки километар фронта бранило просјечно око десет бораца. Зона одговорности Херцеговачког корпуса није била национално хомогена територија, па су се међунационални сукоби дешавали практично и у позадини јединица на фронту. Муслиманске оружане снаге су прикривено дјеловале, остварујући налоге руководства странке Странке демократске акције (СДА) и Алије Изетбеговића, По њиховом наоружавању, мјестимично су предузимали и оружане акције против јединица ХК, посебно у Подвележју на мостарско-невесињском правцу. Мобилизација још није била извршена. На територији корпуса појавиле су се разне паравојне оружане формације које су отежавале задатке регуларним јединицама. Команда ХК и њен командант Радован Грубач су се налазили у изузетно сложеној ситуацији, у којој су морали брзо и прибрано да размишљају и предузимају енергичне мјере, најприје на формирању саме команде Корпуса, а затим команди бригада и других јединица. Такође је било неопходно спровести мобилизацију. У Корпус је у том периоду дошло и десетак виших, високо-образованих официра, од којих је пуковник Грубач формирао свој штаб, и уз чију помоћ је успјешно извршио мобилизацију. Формиране су бригаде, популарно назване према општинама: Требињска, Билећка, Невесињска, Гатачка, Калиновичка, Фочанска, Чајничка и Руђанска бригада као и 2. херцеговачка лака пјешадијска бригада са Борака (српски дијелови општине Коњиц).

## Функционисање Херцеговачког корпуса
Корпус на челу са генералом Грубачем је за два до три прва ратна мјесеца нарастао са 4.500 на скоро 24.000 бораца и старјешина. Корпус је у току рата успјешно одбранио територију и заштитио народ Српске Херцеговине на југу Републике Српске, како од агресије регуларних снага Хрватске војске (ХВ) тако и од хрватских и муслиманских снага унутар граница предратне територије Босне и Херцеговине. На крају рата, крајем 1995. године корпус је бројао око 13.000 војника. Команда ХК била је смјештена у Билећи, а истурено командно мјесто у Ластви код Требиња. Током рата укупно је погинуло 2.211 бораца, од чега 1.941 непосредно у борби, а број рањених био је 5.836, док се као нестали воде 86 бораца.